# Bremilham
Bremilham var en civil parish fram till 1884 då den blev en del av Foxley, Westport St Mary och Brokenborough, i grevskapet Wiltshire, i England. Civil parish var belägen 3 km från Malmesbury och hade 25 invånare år 1881.